# Cheminée de fée
Ne doit pas être confondu avec Chemin des fées, Cheminée volcanique ou Neck.
« Hoodoo (géologie) » redirige ici. Pour les autres significations, voir Hoodoo.

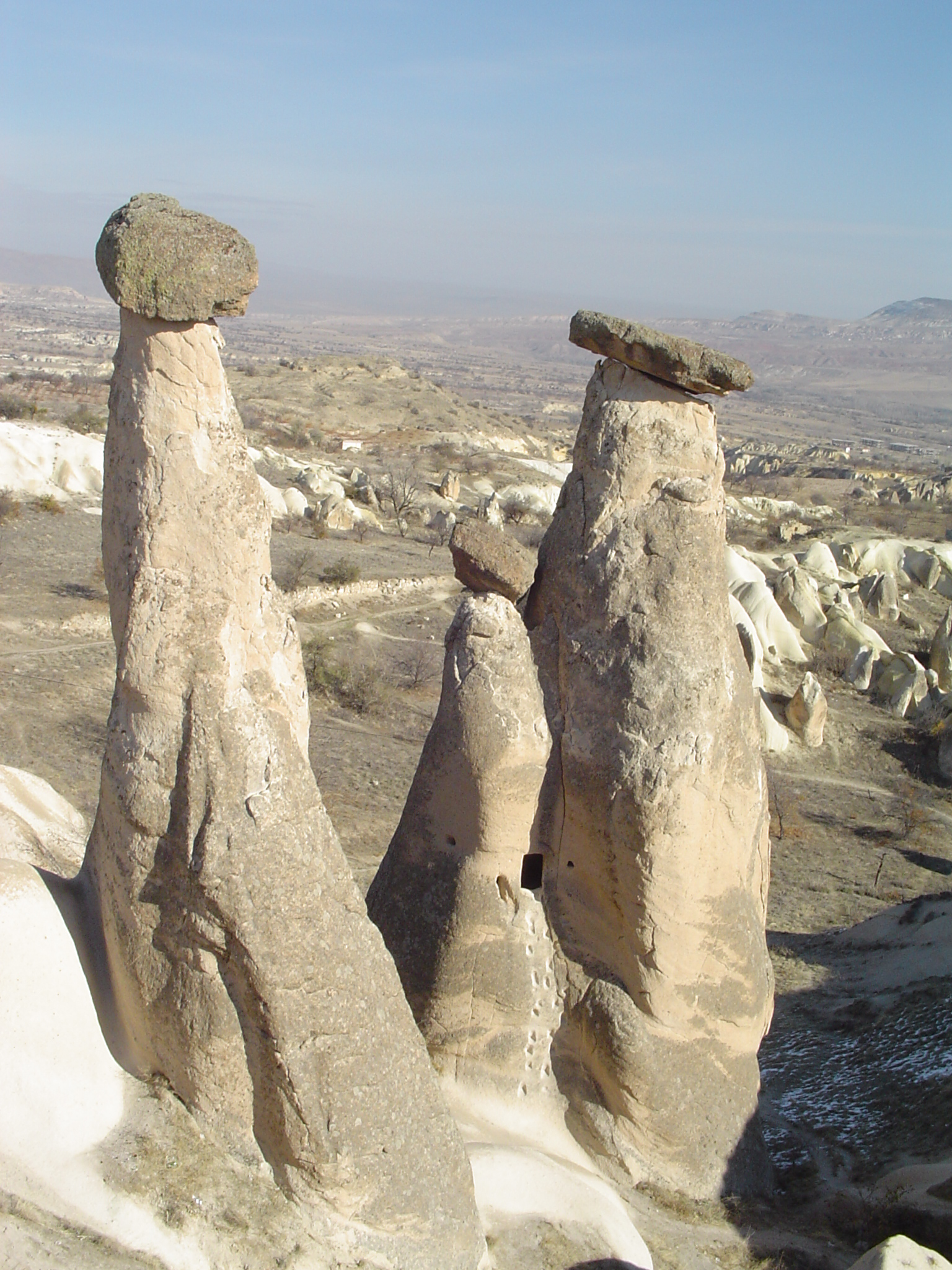
Cheminées de fée en Cappadoce (Turquie). Les ignimbrites claires apparaissent sous la protection du basalte.

Une cheminée de fée (aussi appelée selon les régions demoiselle coiffée ou pyramide ; en Amérique du Nord hoodoo ou tent rock ; en italien camini delle fate) est une grande colonne naturelle faite de matériaux rocheux peu indurés et généralement de structure hétérogène (roches sédimentaires, anciennes moraines, matériaux fluvio-glaciaires, cendres volcaniques consolidées…) dont le sommet est protégé par un bloc rocheux de nature différente et de largeur plus importante, résistant beaucoup mieux au travail de l'érosion. 
Ces formes étranges, présentes un peu partout sur la planète, sont à l'origine de nombreuses croyances ou légendes.

## Description

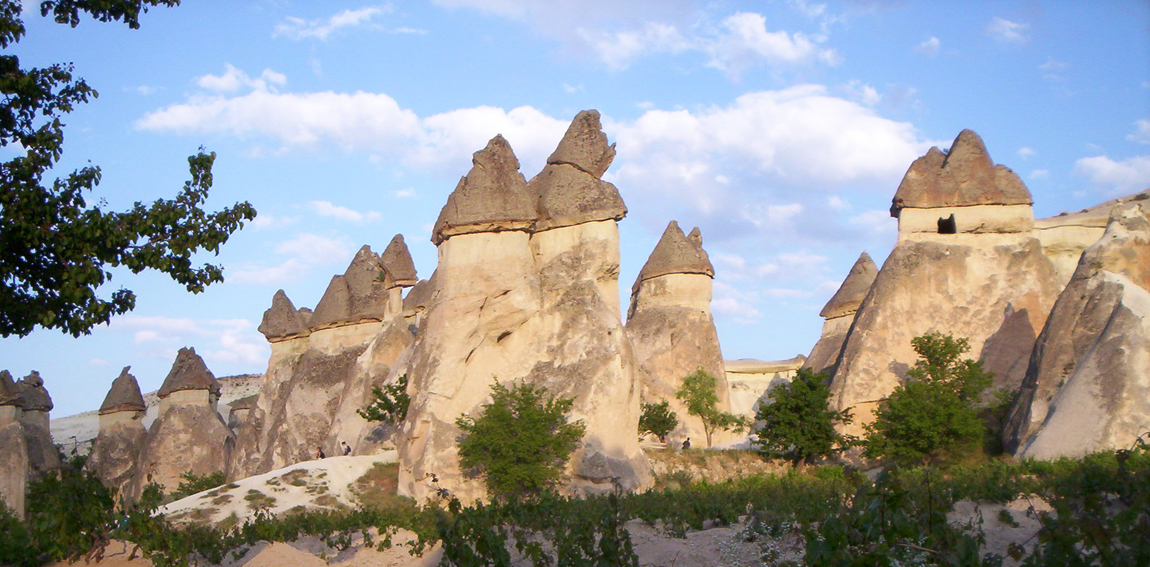
Cheminées de fées en Cappadoce (Turquie).

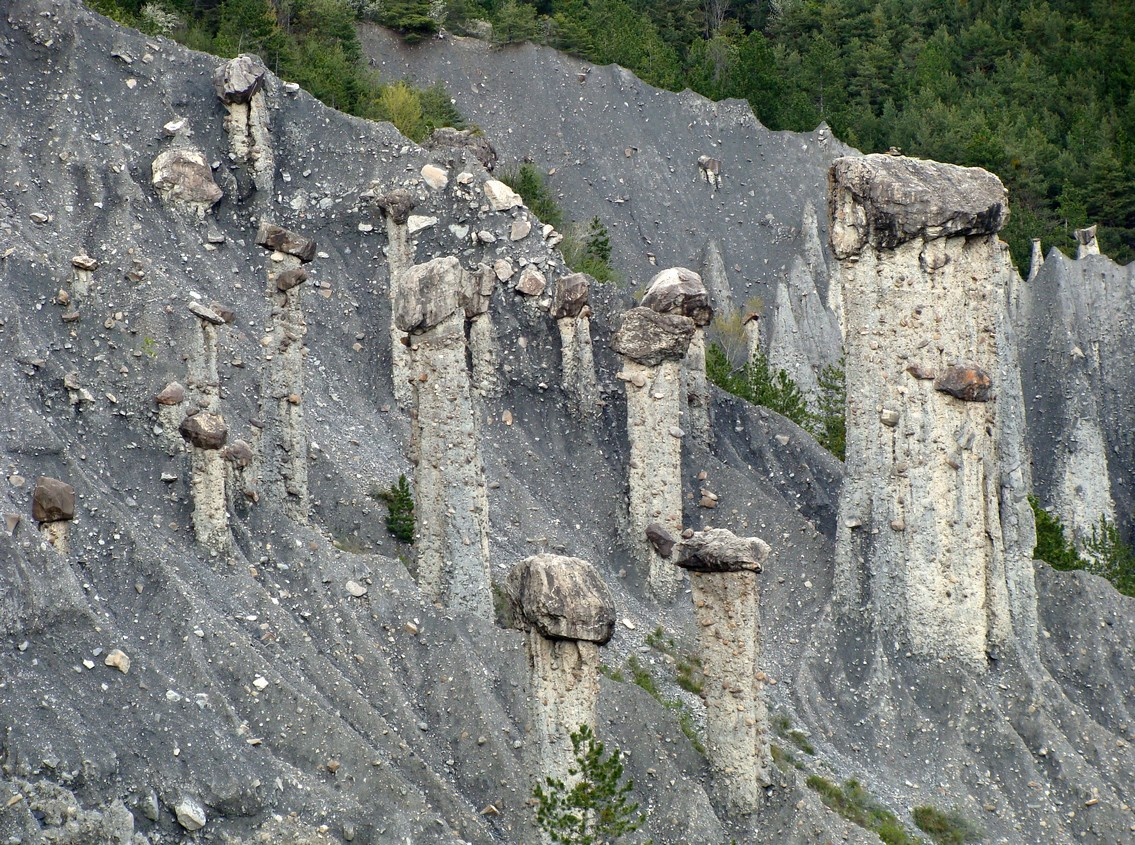
Site de la « Salle de bal des demoiselles coiffées » à Théus.

Les cheminées de fée sont des pinacles rocheux en forme de colonnes aux formes parfois étranges et évocatrices qui donnent lieu à de nombreuses légendes. Pouvant atteindre plusieurs dizaines de mètres de haut, elles sont des modelés d'érosion différentielle. 
L'érosion des cheminées peut avoir une ou plusieurs origines selon les lieux. Il peut ainsi s'agir de la force de l'écoulement des eaux de pluie et des réactions chimiques entre ces roches et les eaux. La force du vent a également un impact non négligeable, tout comme la succession de périodes de gel et de dégel (cryoclastie) qui détruit la roche par dilatation de l'eau changée en glace, suivie d'un éclatement de la roche,.
Les colonnes sont parfois constituées de strates (plusieurs couches de sol superposées) composées de roches relativement friables (calcaire par exemple) alors que leur sommet est composé d'un élément de protection (par exemple une couche de grès ou une grosse pierre plus dure) bien plus résistante à l'érosion. Ce casque de protection peut protéger de l'érosion pendant des siècles, voire des millénaires, les couches friables qui se trouvent en dessous, alors qu'alentour ces couches auront disparu au fil du temps,.
Le poids de la roche dure qui surplombe la colonne renforce également la résistance de la base. En effet, le poids applique une pression interne sur les couches de la colonne. Cela conduit à un tassement des roches, qui renforce la résistance. Des phénomènes de calcification des colonnes permettent également d'en améliorer la résistance de surface. 
Dans la région de Cappadoce en Turquie, les cheminées ont une origine volcanique. Elles se sont constituées à partir d'une couche basaltique résistante (le basalte provient des éruptions volcaniques) qui recouvre une couche plus friable d'ignimbrites provenant de débris projetés par une éruption précédente. 
Des colonnes apparaissent également dans des zones où se trouvent des moraines d'anciens glaciers. Dans ce cas, des rochers déplacés et déposés là par un glacier protègent les couches sous-jacentes du sol. Dans le parc national de Bryce Canyon (dans l'Utah, USA), la couche supérieure est constituée de magnésie résistante, alors que les couches inférieures sont faites de calcaire. En France, dans la région d'Embrun, à Theus, elles ont aussi une origine glaciaire. Il y a trois millions d’années, les glaciers ont poussé devant eux des moraines faites d’un mélange de sédiments très fins à très grossiers (conglomérat très hétérogène, non stratifié, mal consolidé, avec des éléments allant de la taille du grain de sable à des blocs métriques) qui réagissent différemment à l‘érosion. Les sédiments fins se font vite emporter par les eaux de ruissellement alors que les blocs plus gros résistent. Les demoiselles coiffées se forment à l’abri d’un bloc sommital (souvent un bloc erratique) relativement plat qui les protège en partie de l’action érosive de la pluie. Lorsque la colonne usée devient trop fine pour supporter son chapeau, celui-ci tombe, donnant naissance aux demoiselles décoiffées. Ces formations donnent, par leurs dimensions, une idée du rembourrage morainique des vallées. Ces formations morainiques sont souvent associés à un paysage de badlands.

## Hoodoos

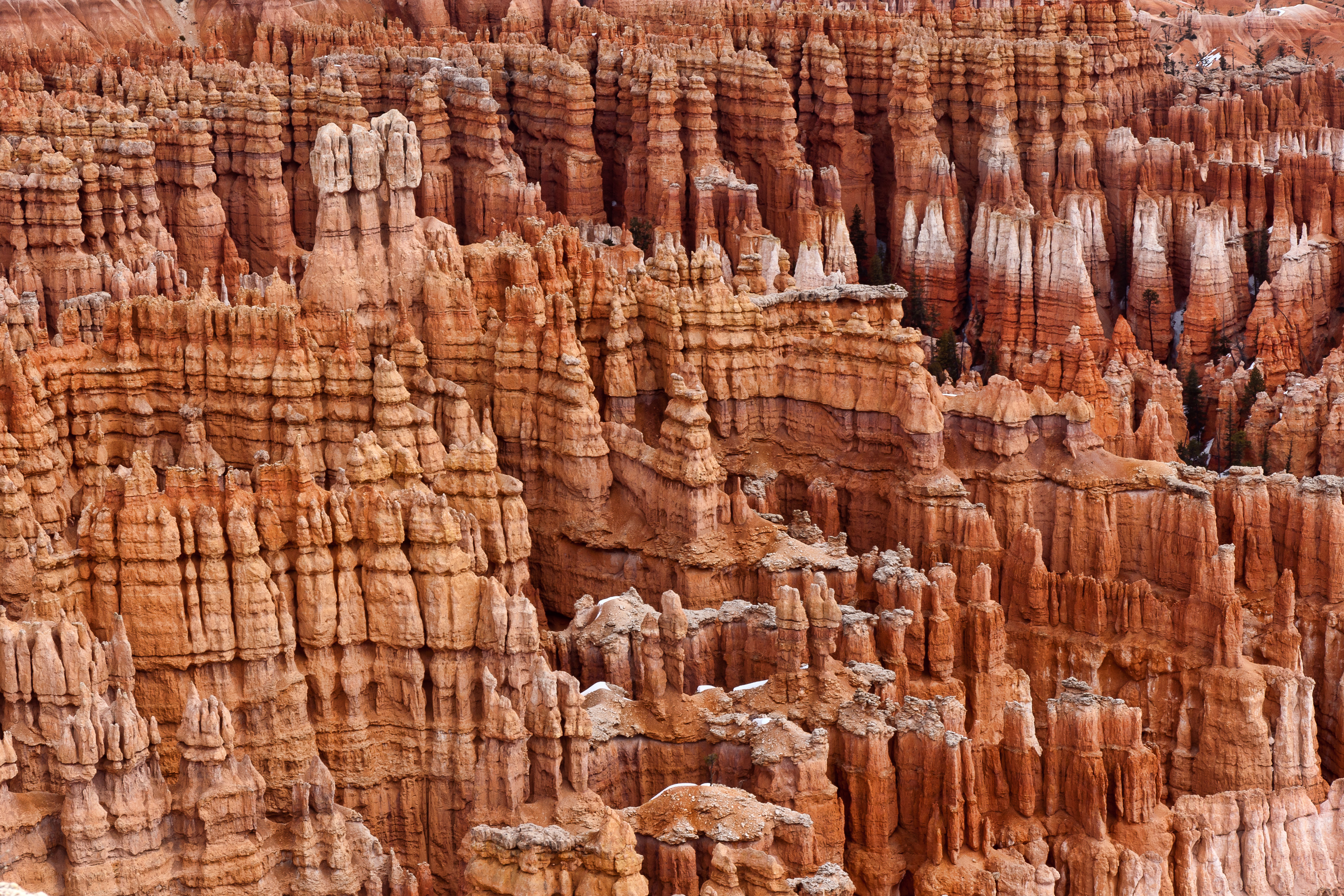
Hoodoos dans le parc national de Bryce Canyon, États-Unis.

Dans certaines régions de l'ouest de l'Amérique du Nord, ces structures rocheuses portent le nom de hoodoos, ou tent rocks. Ce nom aurait été donné par les arrivants européens venus du sud-est des États-Unis, en référence au culte vaudou, attribuant alors à ces formes naturelles des pouvoirs magiques.
Bien avant, les formes particulières de ces roches étaient déjà à l'origine de légendes amérindiennes. Par exemple, dans la région du parc national de Bryce Canyon, les hoodoos étaient considérés comme les restes pétrifiés d'anciens êtres qui avaient été punis pour avoir mal agi. Ils sont devenus le symbole du parc, vu leur grand nombre et leur aspect.

## Sites dans le monde
On trouve des cheminées de fée un peu partout dans le monde, même si celles-ci restent plutôt rares. En France, le site de « la salle de bal des demoiselles coiffées » est présent à côté de la Cascade de la Pisse, près d'Embrun les Demoiselles Coiffées du Sauze-du-Lac dans les Hautes-Alpes, mais également dans le parc naturel régional du Queyras. Une cheminée de fée est également présente à Cotteuge dans le Puy-de-Dôme. Un site est aussi visible de la route qui monte à la station de sports d'hiver de Saint François Longchamp. Des cheminées sont visibles dans la commune de Renon dans la province de Bolzano en Italie. En Suisse, où elles portent le nom de « pyramides », elles sont présentes à Euseigne, en Valais. En Espagne, on trouve le Castil de tierra dans le désert de Bardenas Reales.
En Allemagne, on peut voir des cheminées dans les monts de Zittau, en Franconie (le Teufelstisch), et dans la forêt palatine (Pfälzerwald).
En Turquie, de nombreuses cheminées sont présentes dans la région de Cappadoce, du fait de son passé volcanique. Dans les Balkans, il existe plusieurs sites, dont Đavolja varoš (« la ville du Diable ») en Serbie, et Kouklitsa, Koukoulyé et Tsoutski en Macédoine du Nord.
On trouve des cheminées dans l'ouest du Canada, dans les badlands dans la province de l'Alberta ainsi que dans le parc national de Sirmilik au Nunavut, et dans l'ouest des États-Unis (où on les appelle « hoodoos ») dans des lieux désertiques, dont le parc national de Bryce Canyon ou sur le plateau du Colorado et dans les badlands.
Certaines des cheminées sont reconnues comme patrimoine mondial de l'UNESCO, par exemple, dans le sud de la Chine, avec les karsts de Chine du Sud, bien en série qui comprend sept groupes karstiques dans quatre provinces.

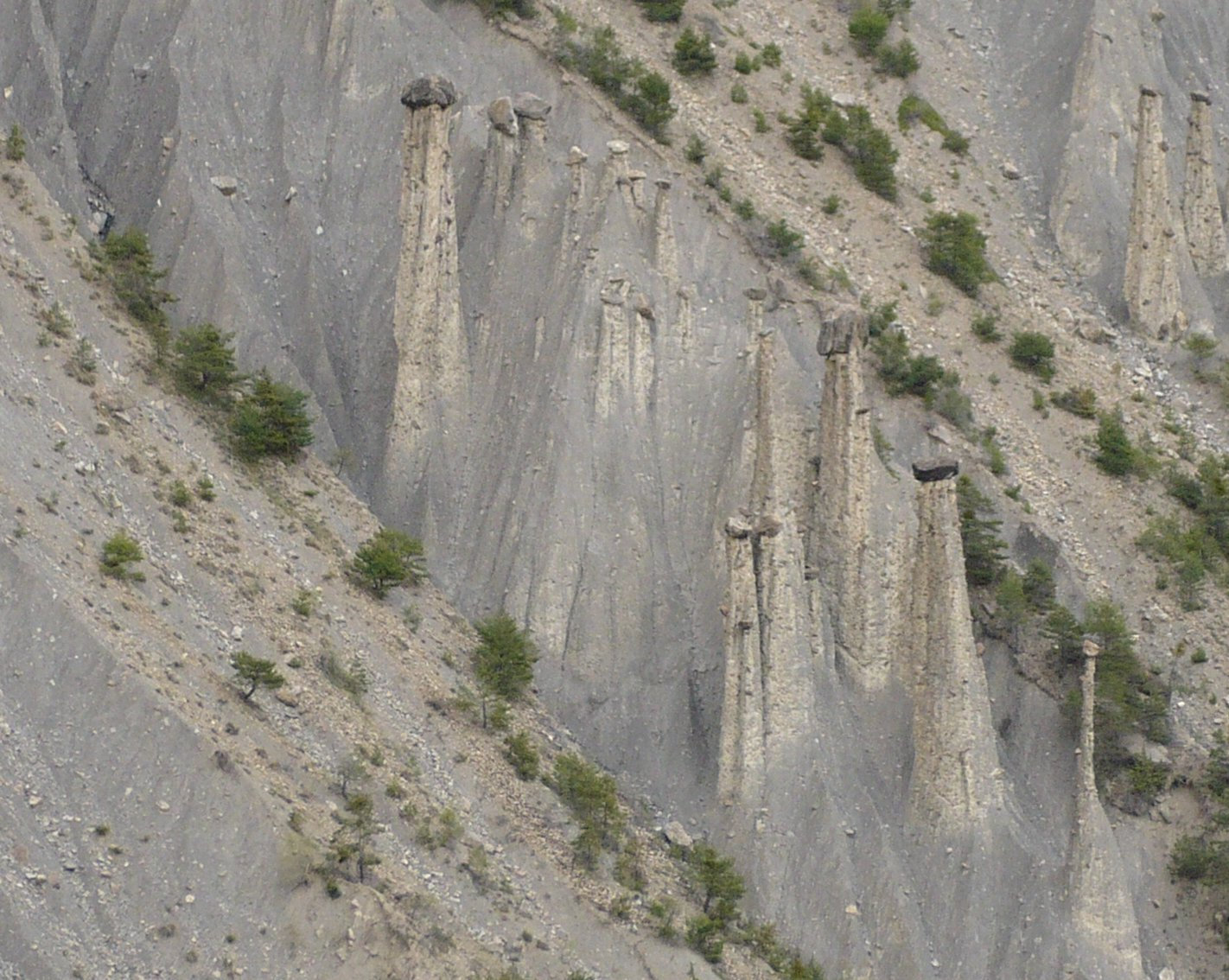
« Ravin des demoiselles de Théus ».
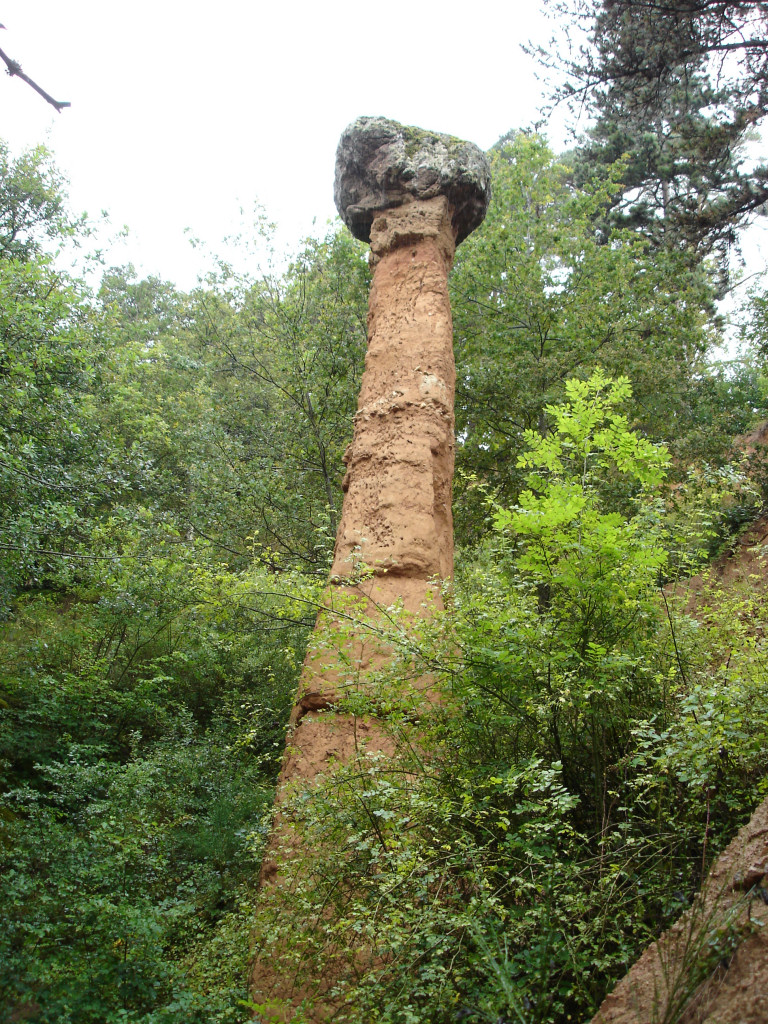
Puy-de-Dôme, France.
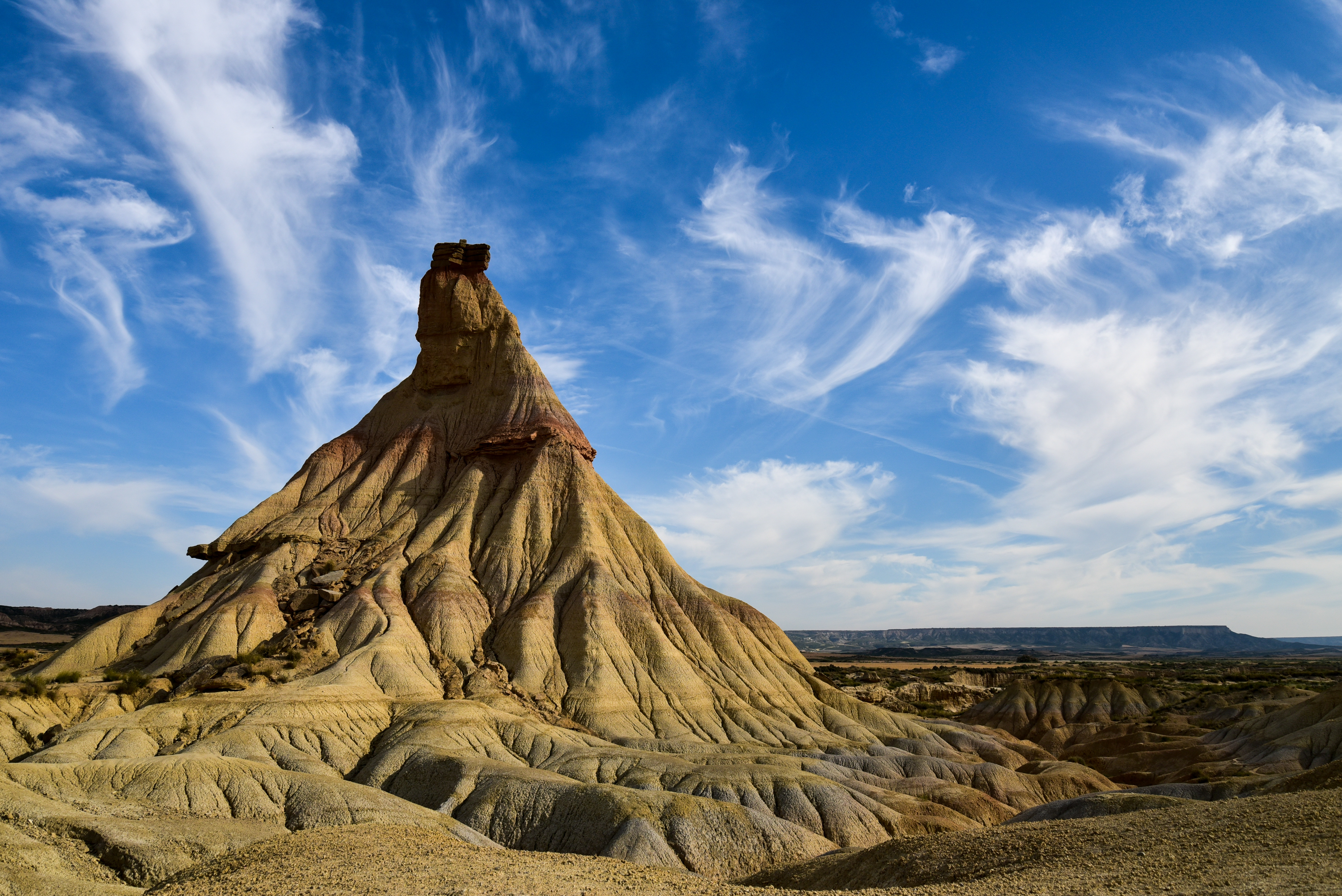
Castil de tierra, dans les Bardenas Reales, Espagne
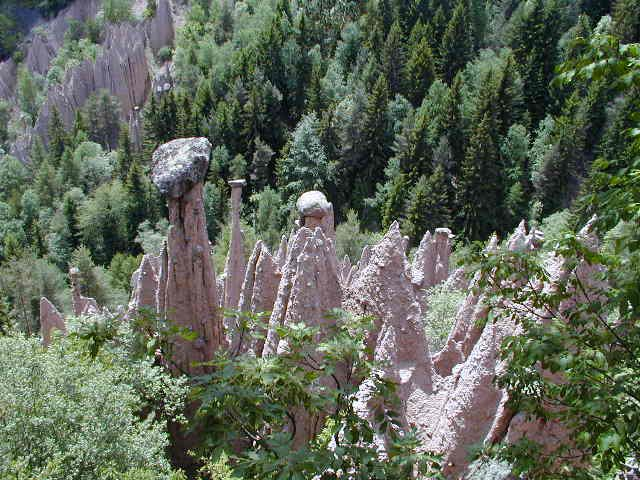
Renon, Italie.
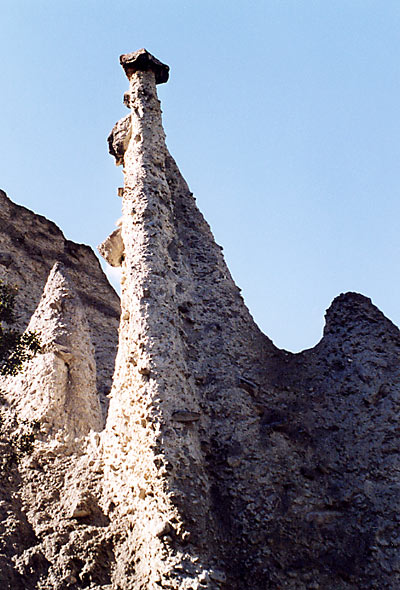
Euseigne, Suisse.
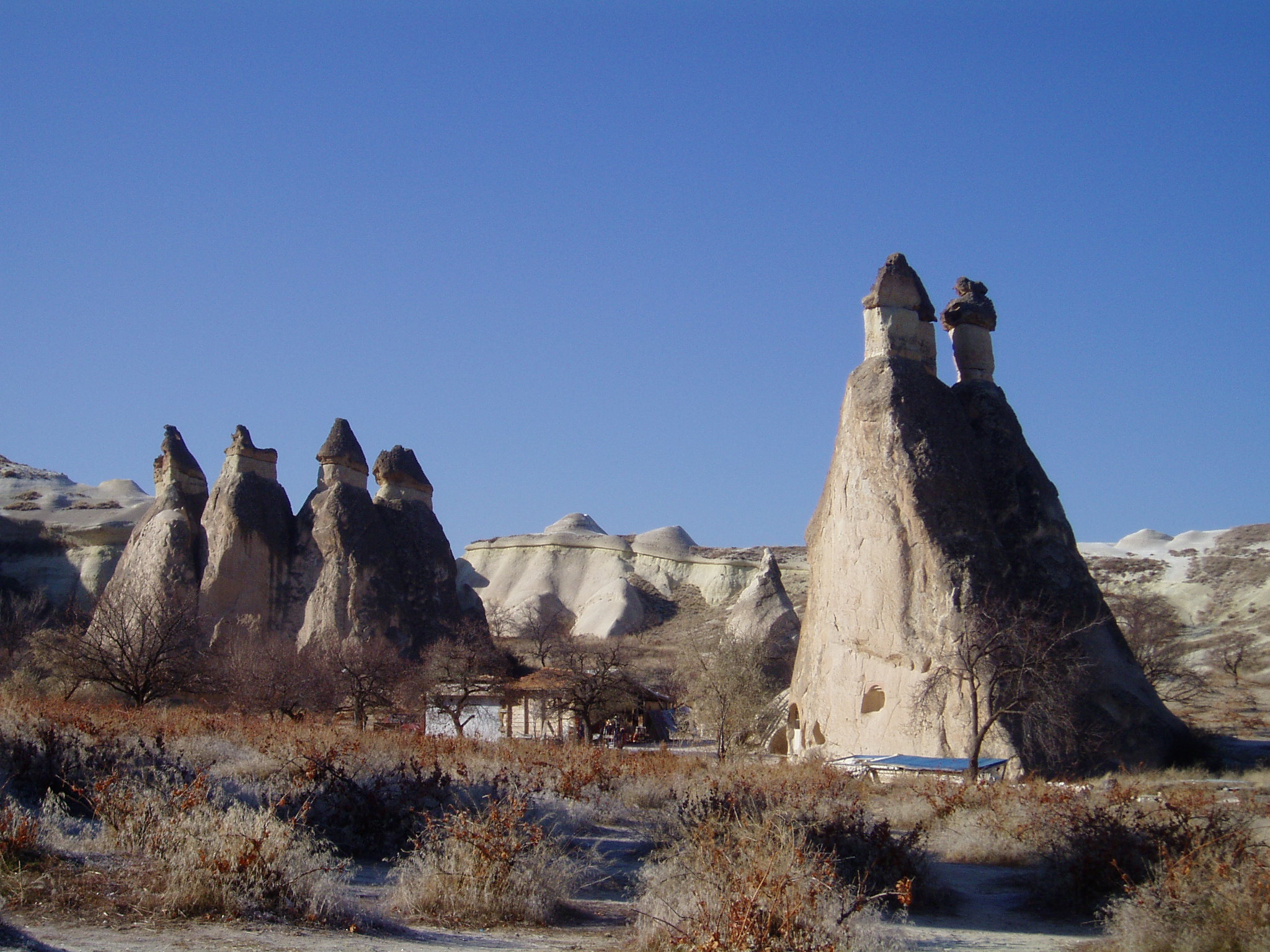
Cappadoce, Turquie.
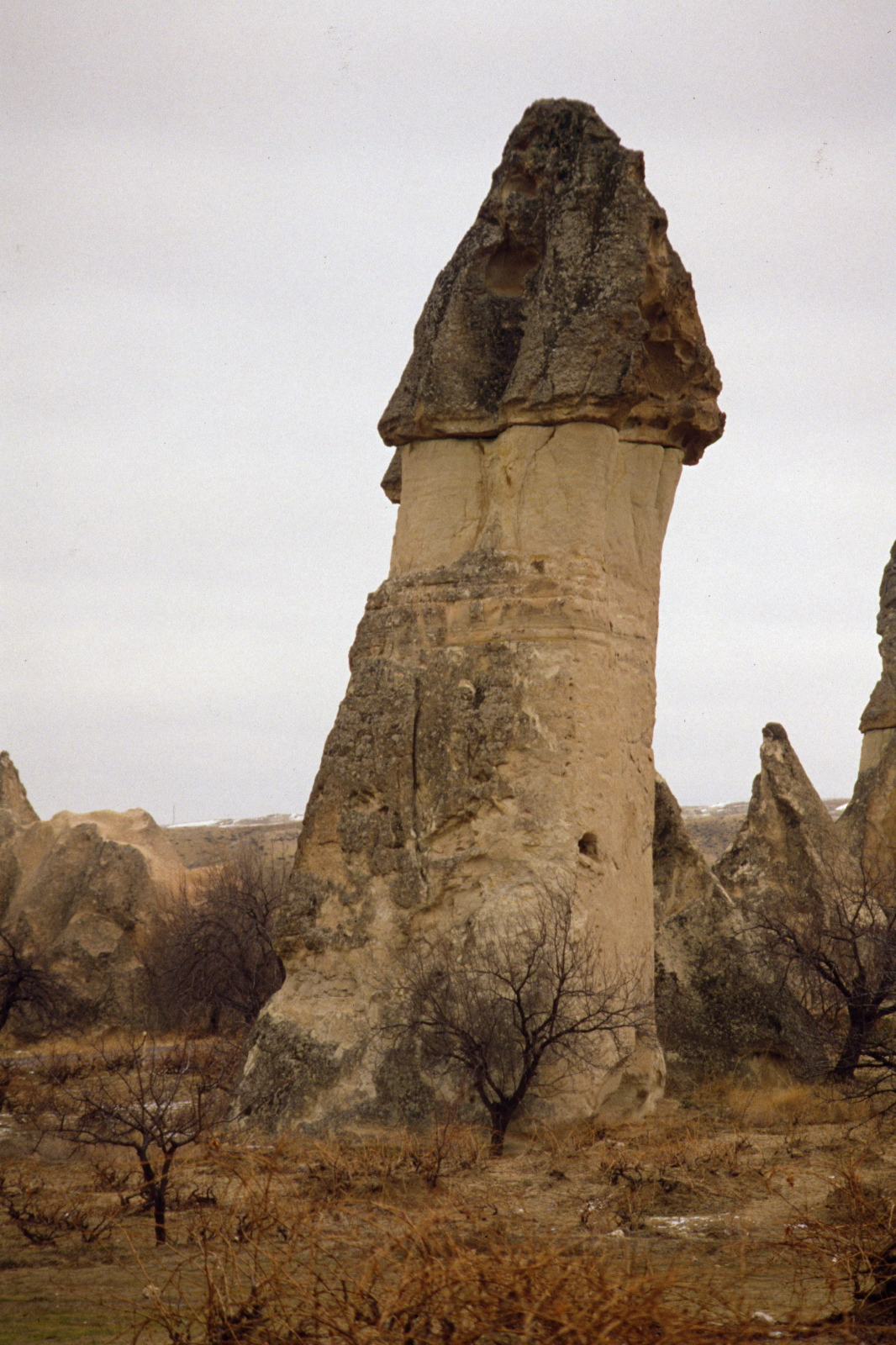
Cappadoce, Turquie.
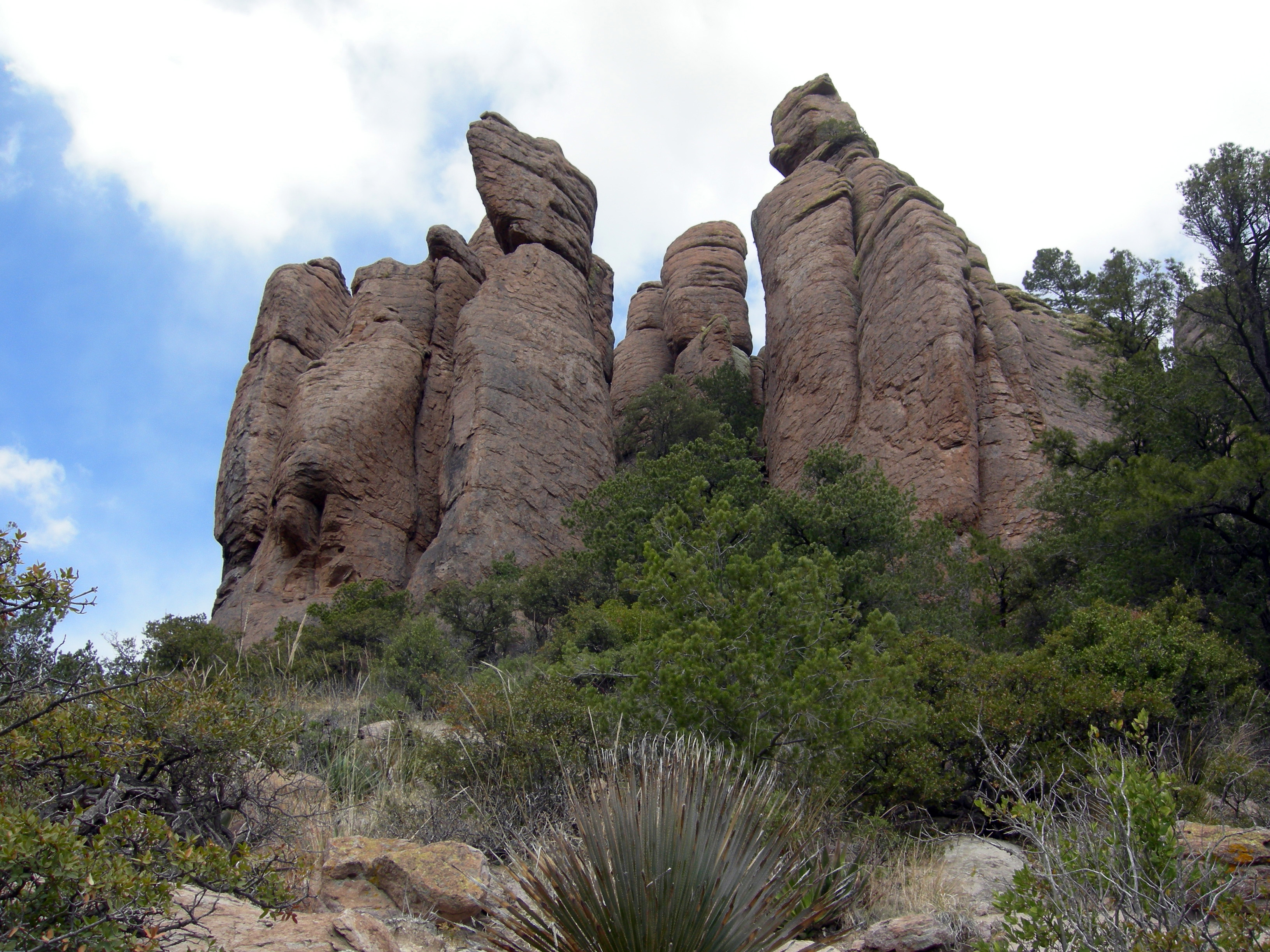
Chiricahua National Monument, Arizona, USA.
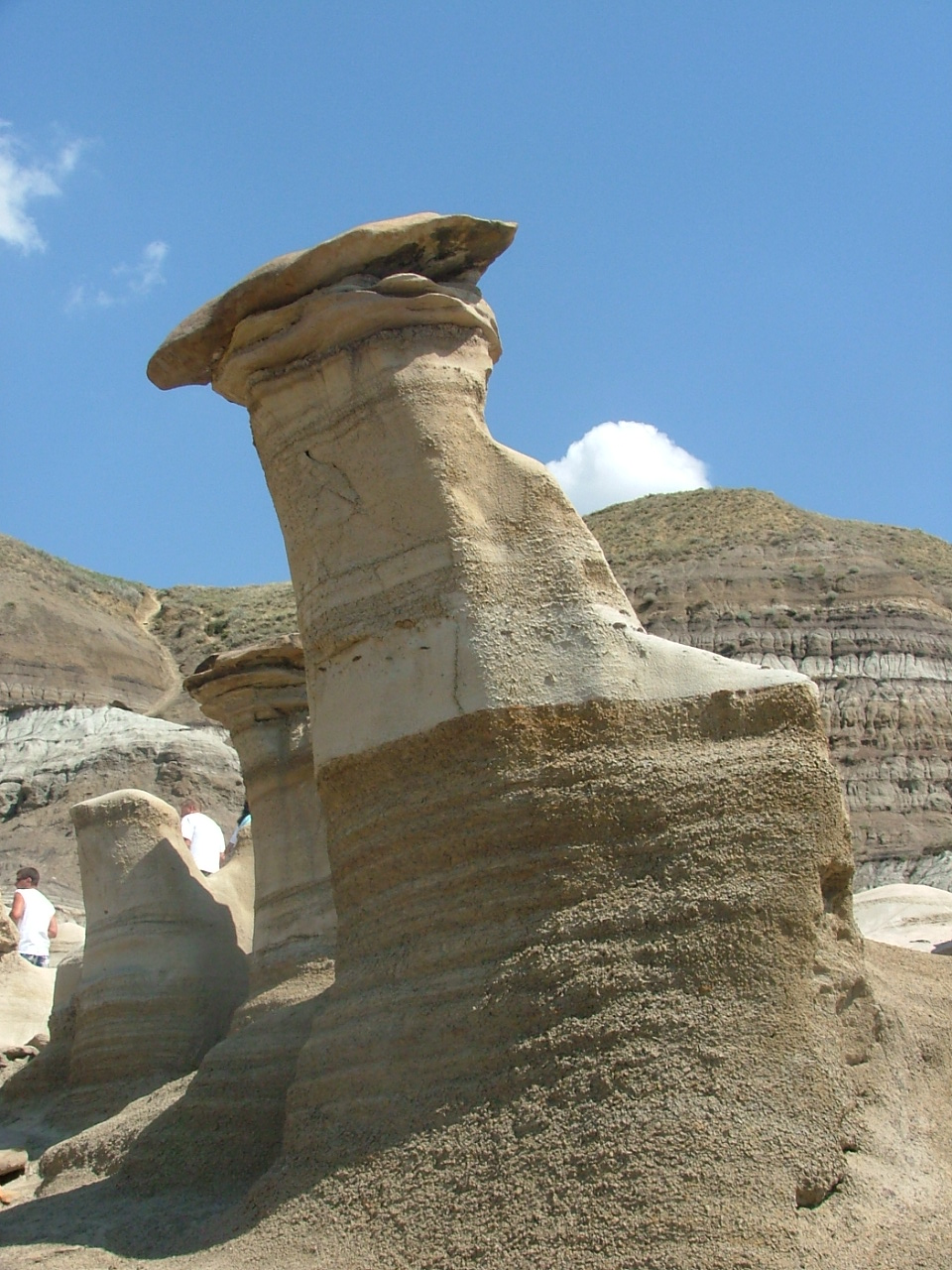
Badlands dans l'Alberta au Canada.
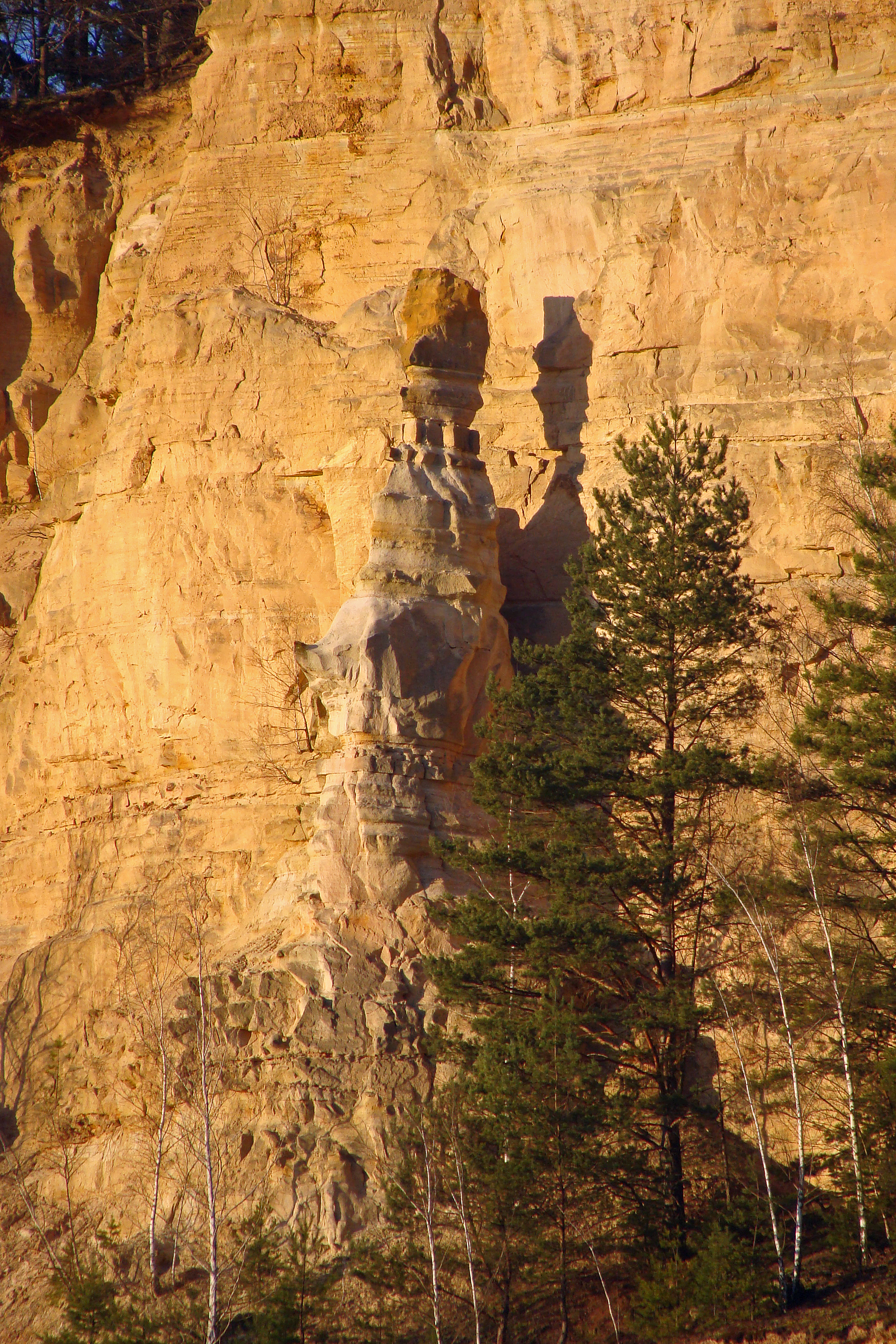
Carrière Barrois, (Moselle).
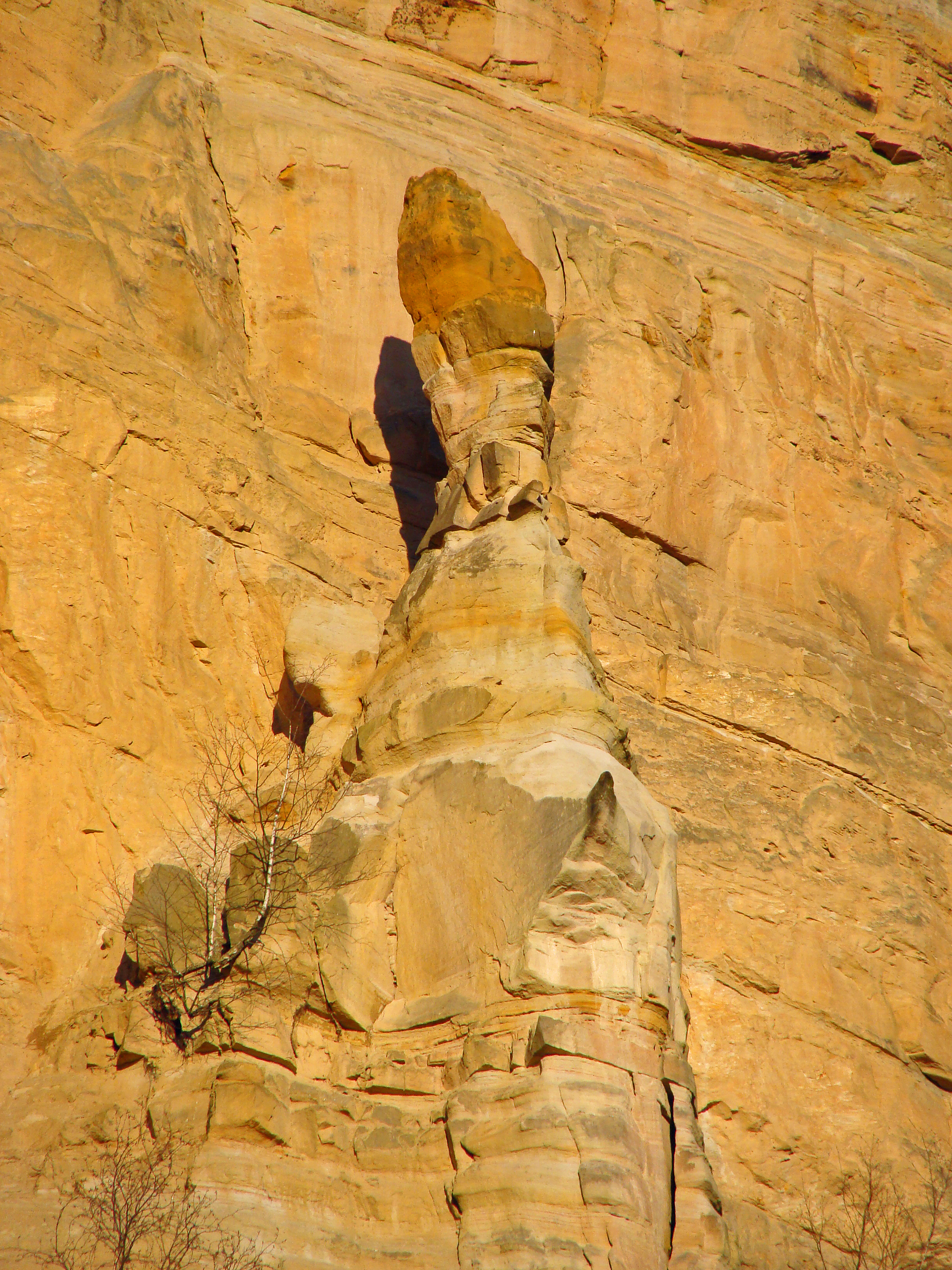
Carrière Barrois, (Moselle).
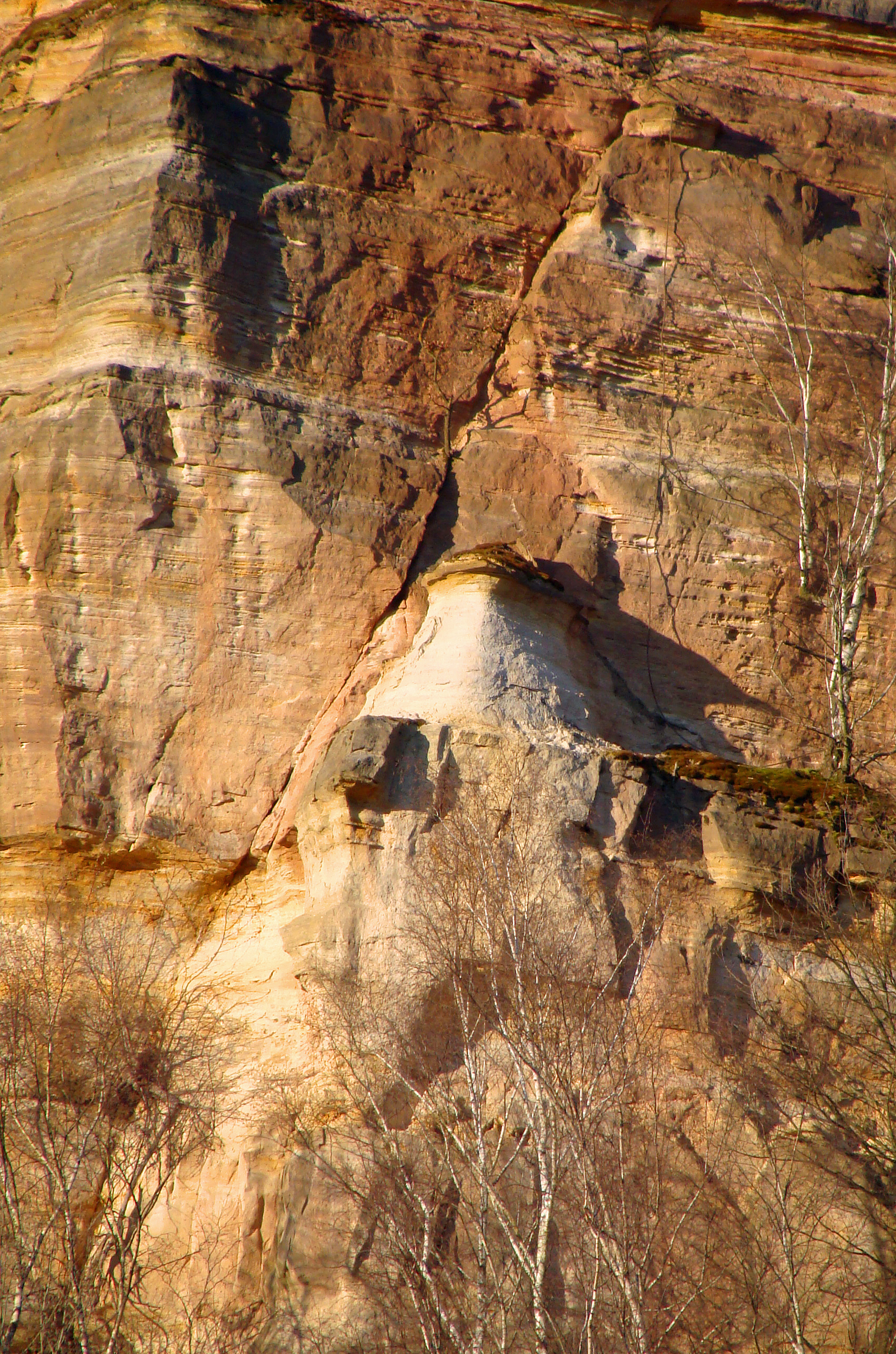
Carrière Barrois, (Moselle).
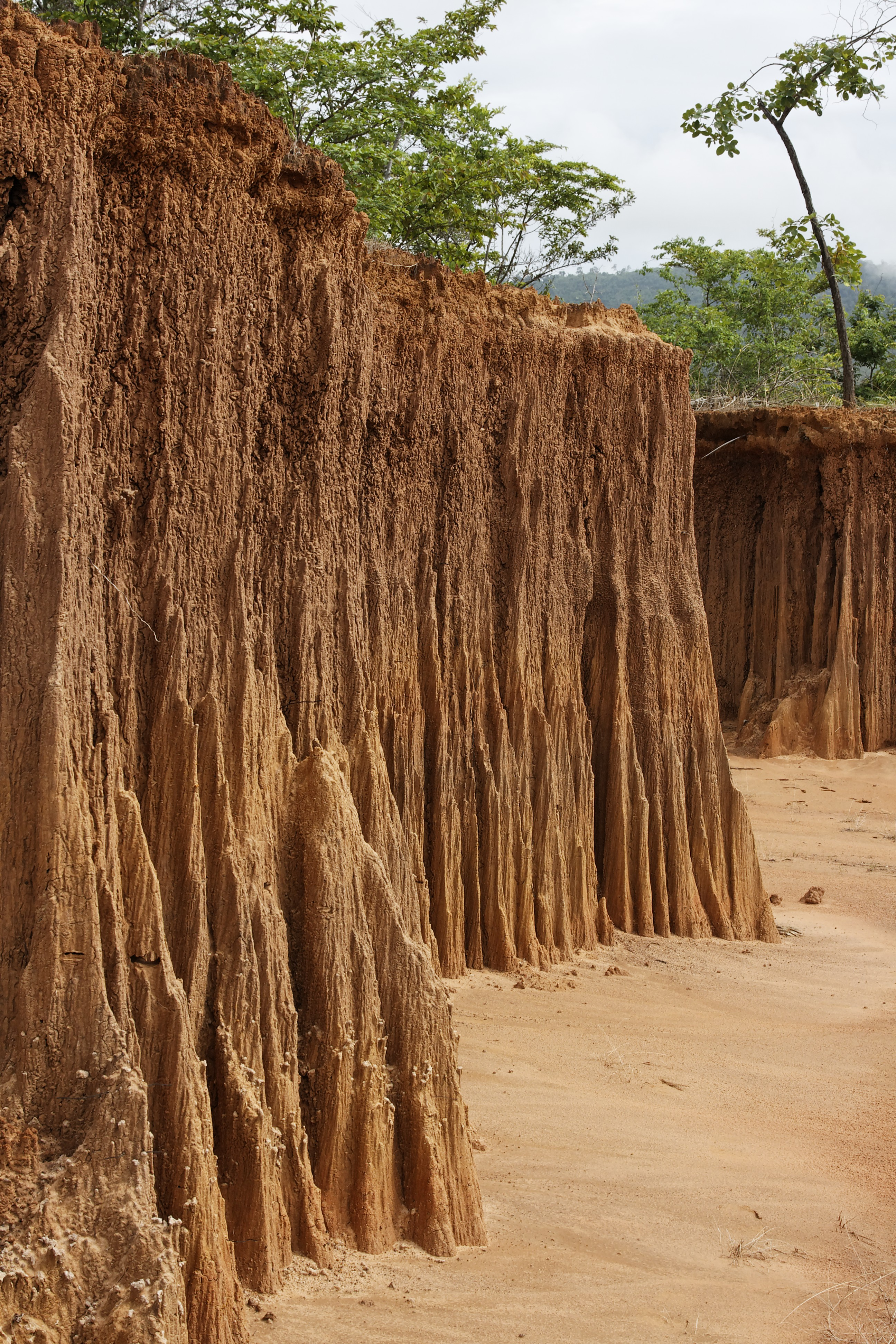
Lalu, Thaïlande.
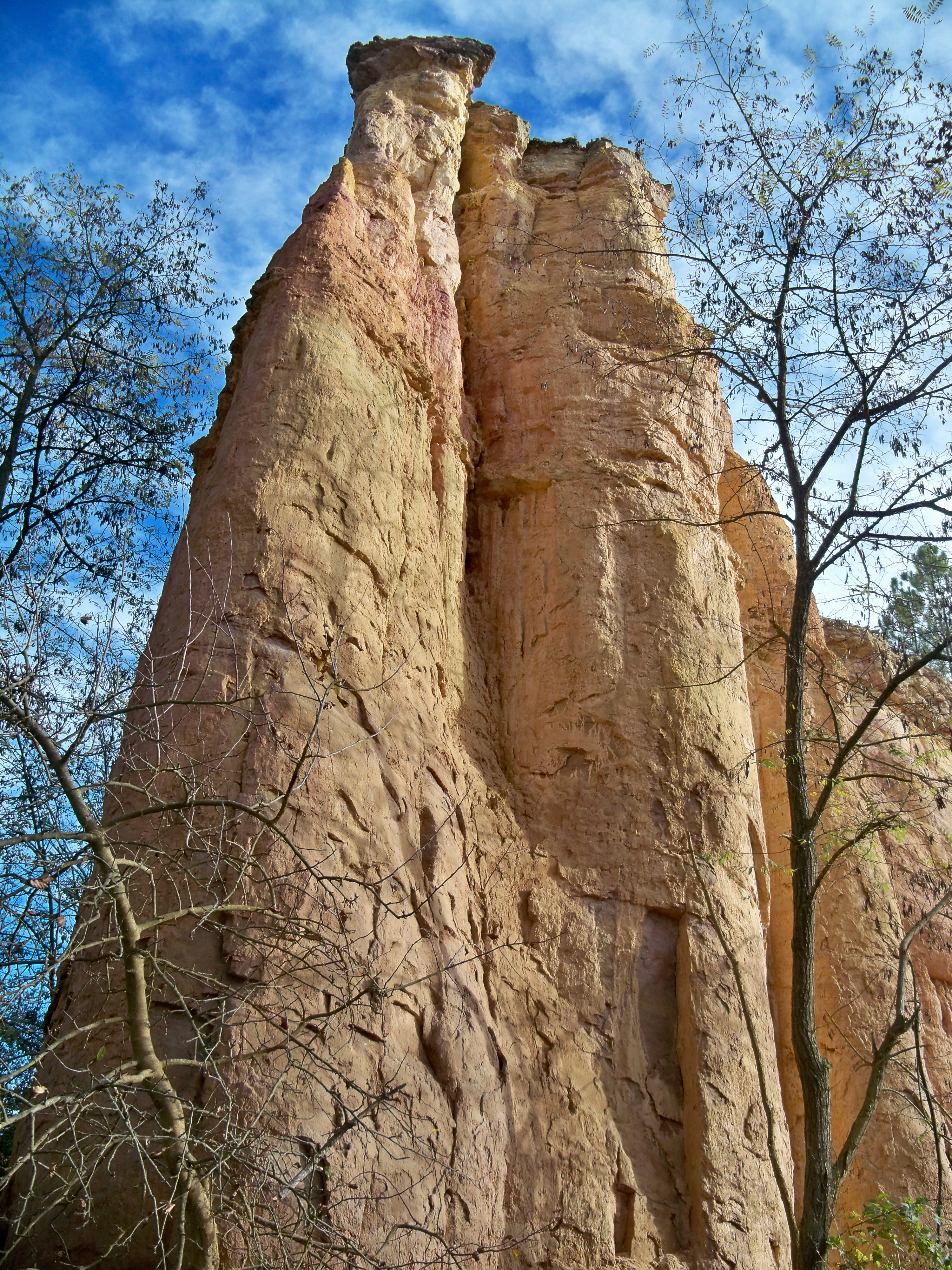
Cheminée de fée à l'entrée du Colorado de Rustrel
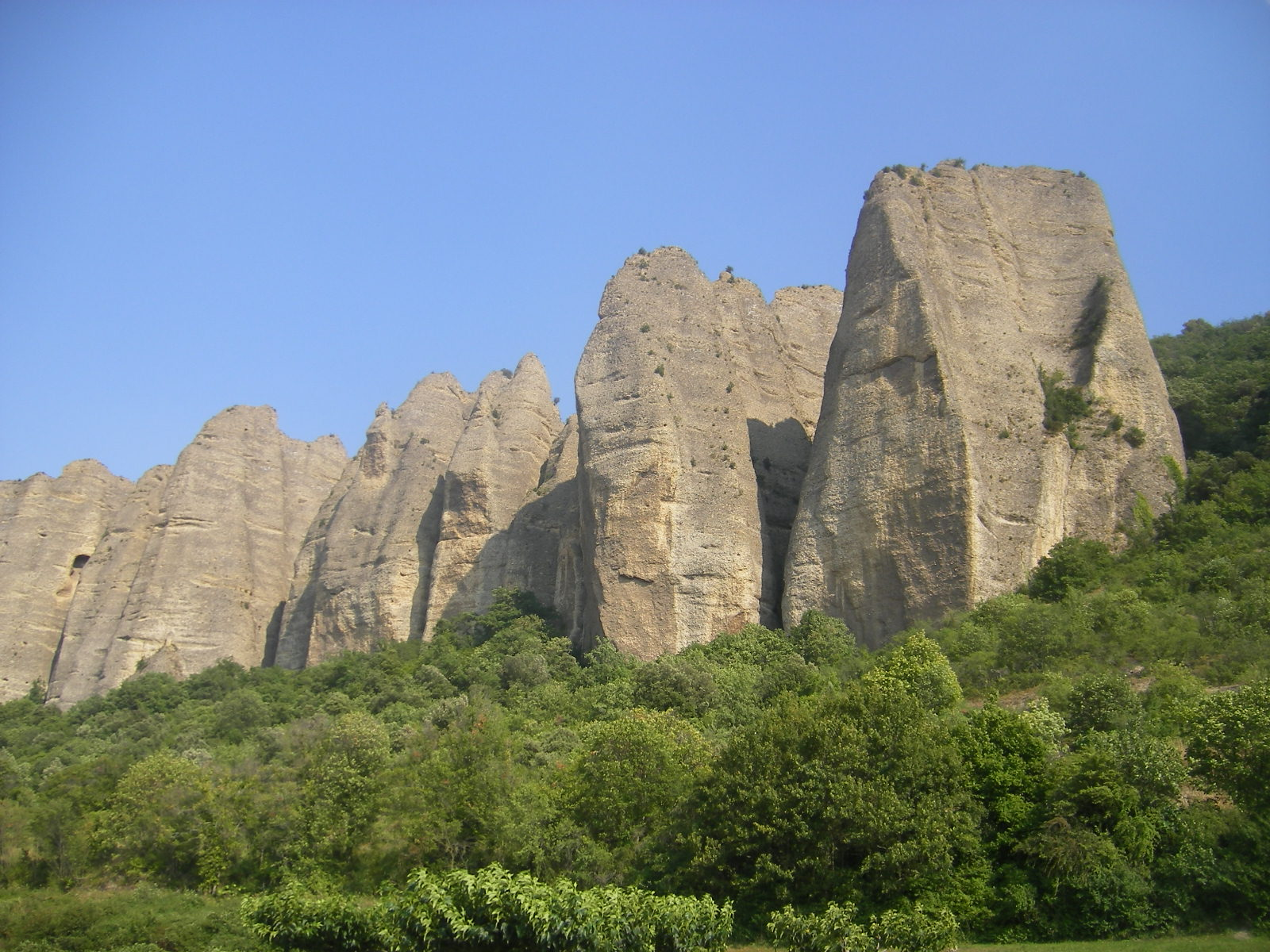
Les Pénitents aux Mées.
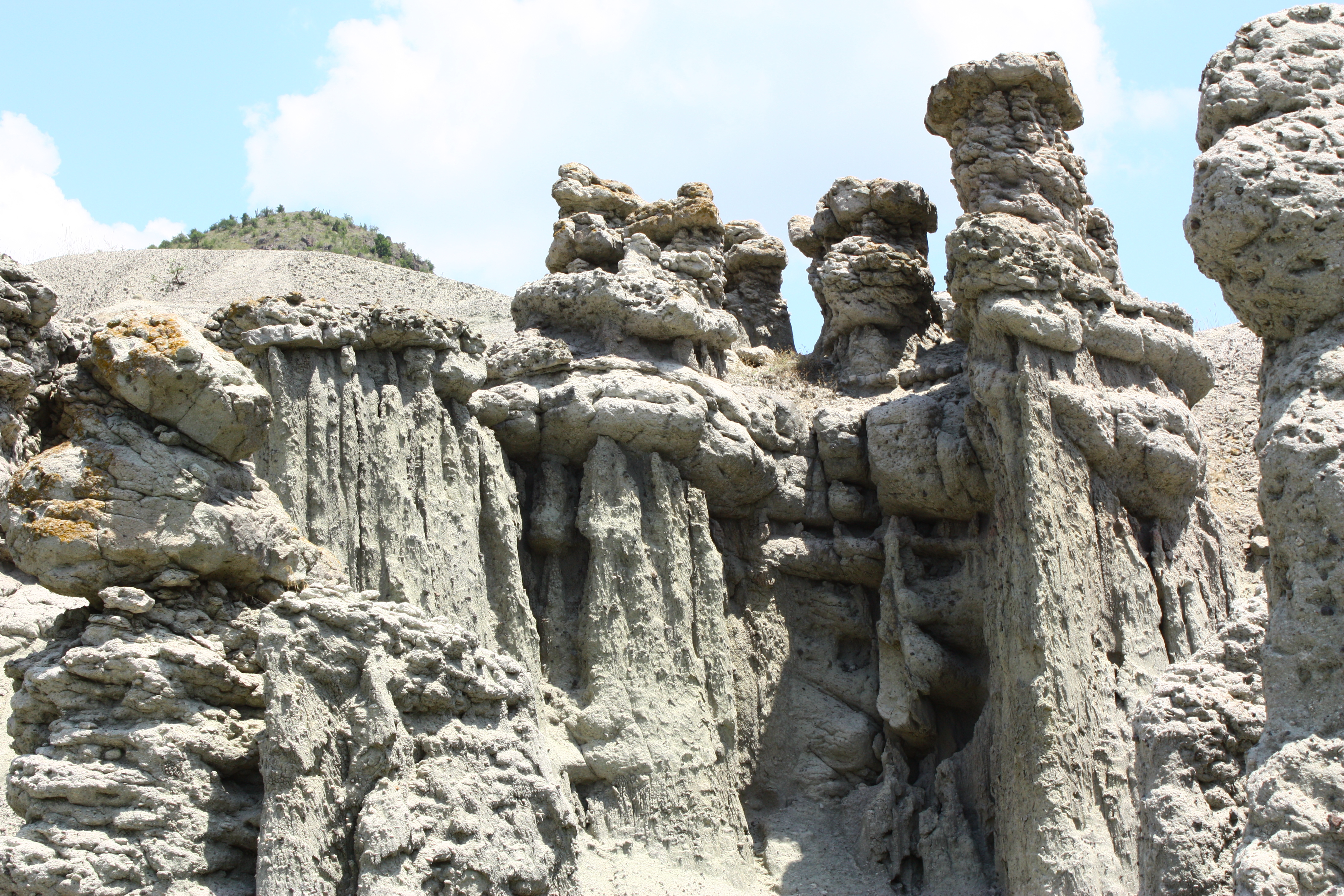
Le site de Kouklitsa en Macédoine du Nord.
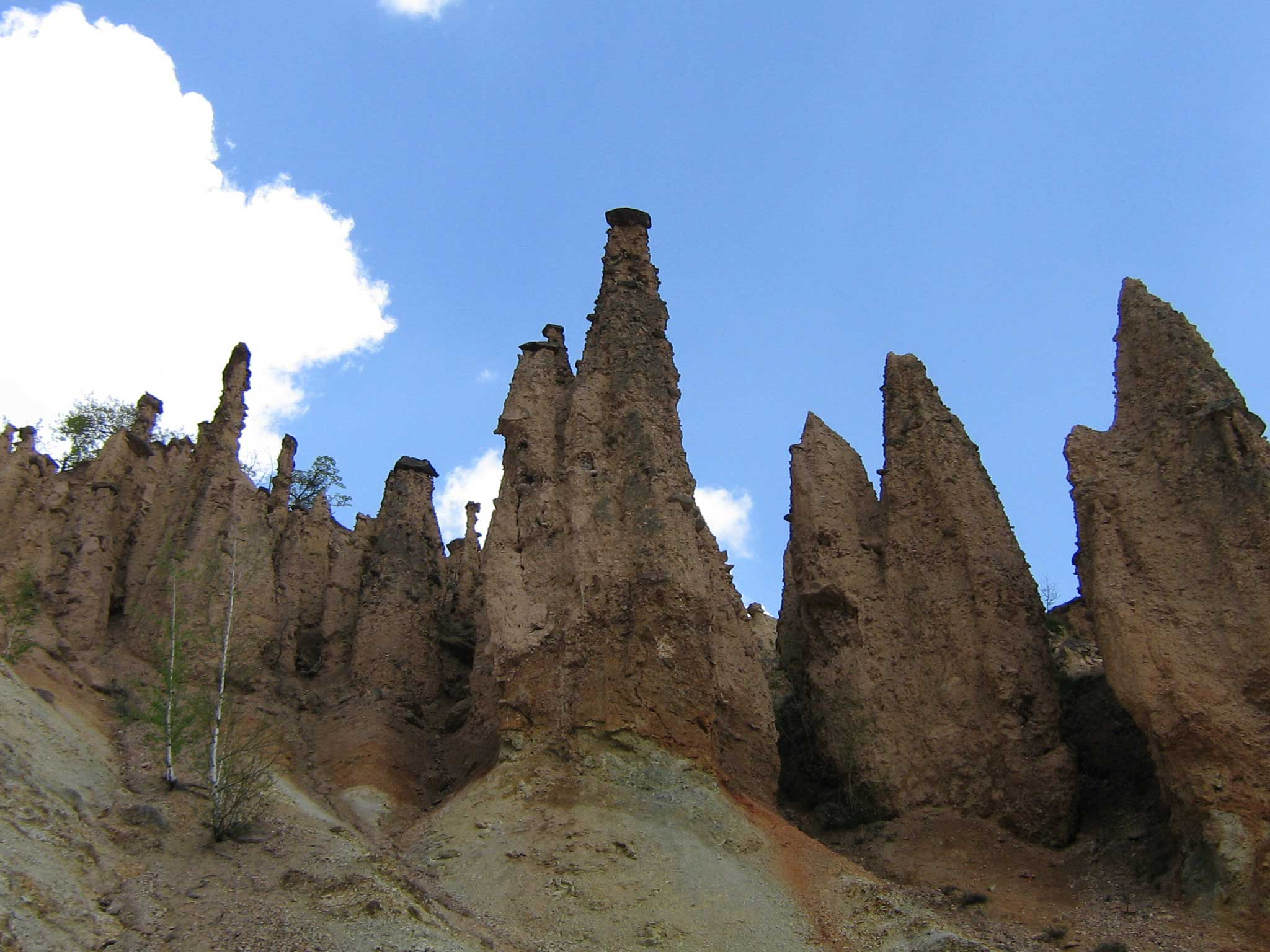
Đavolja varoš en Serbie.
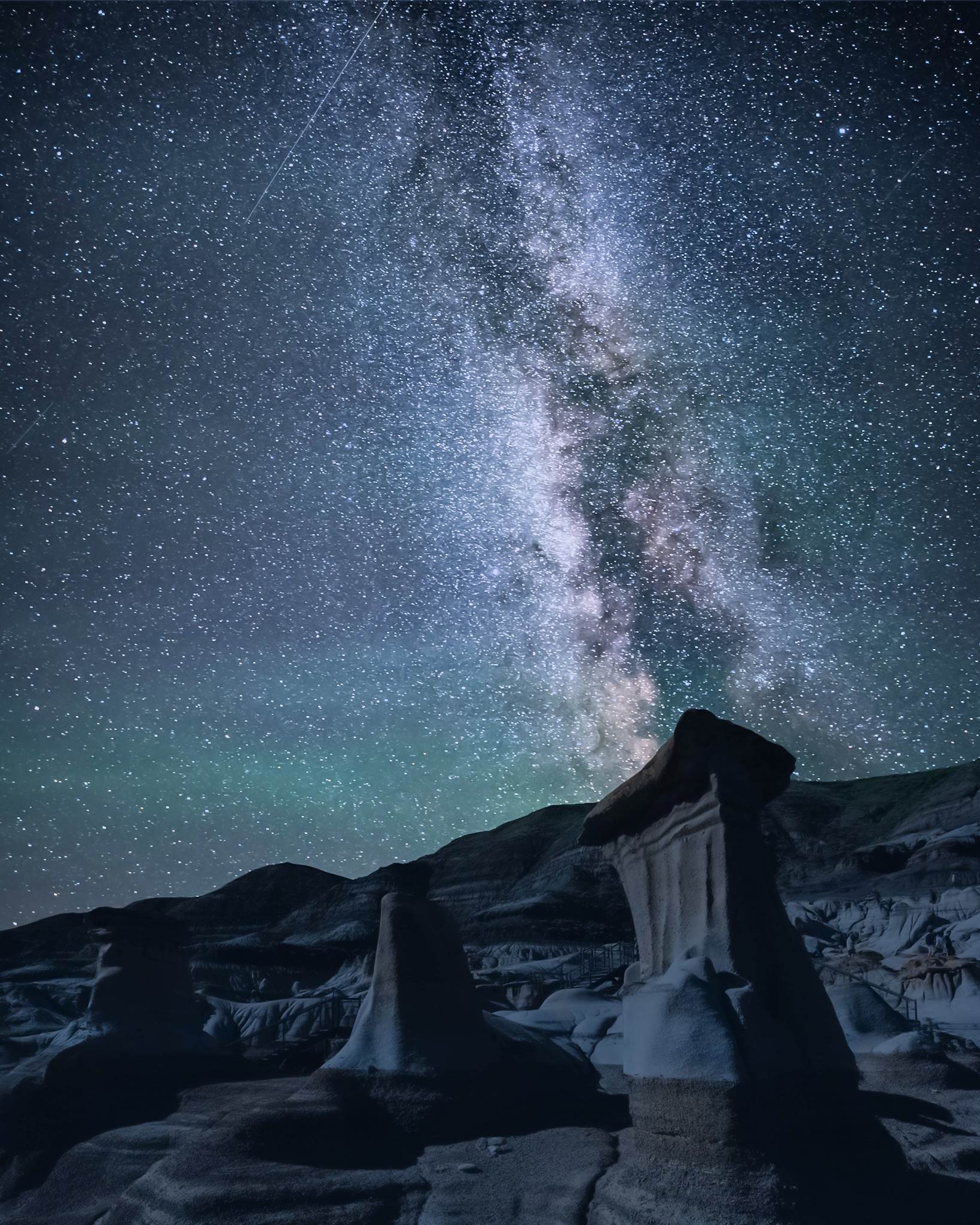
Près de Drumheller au Canada.
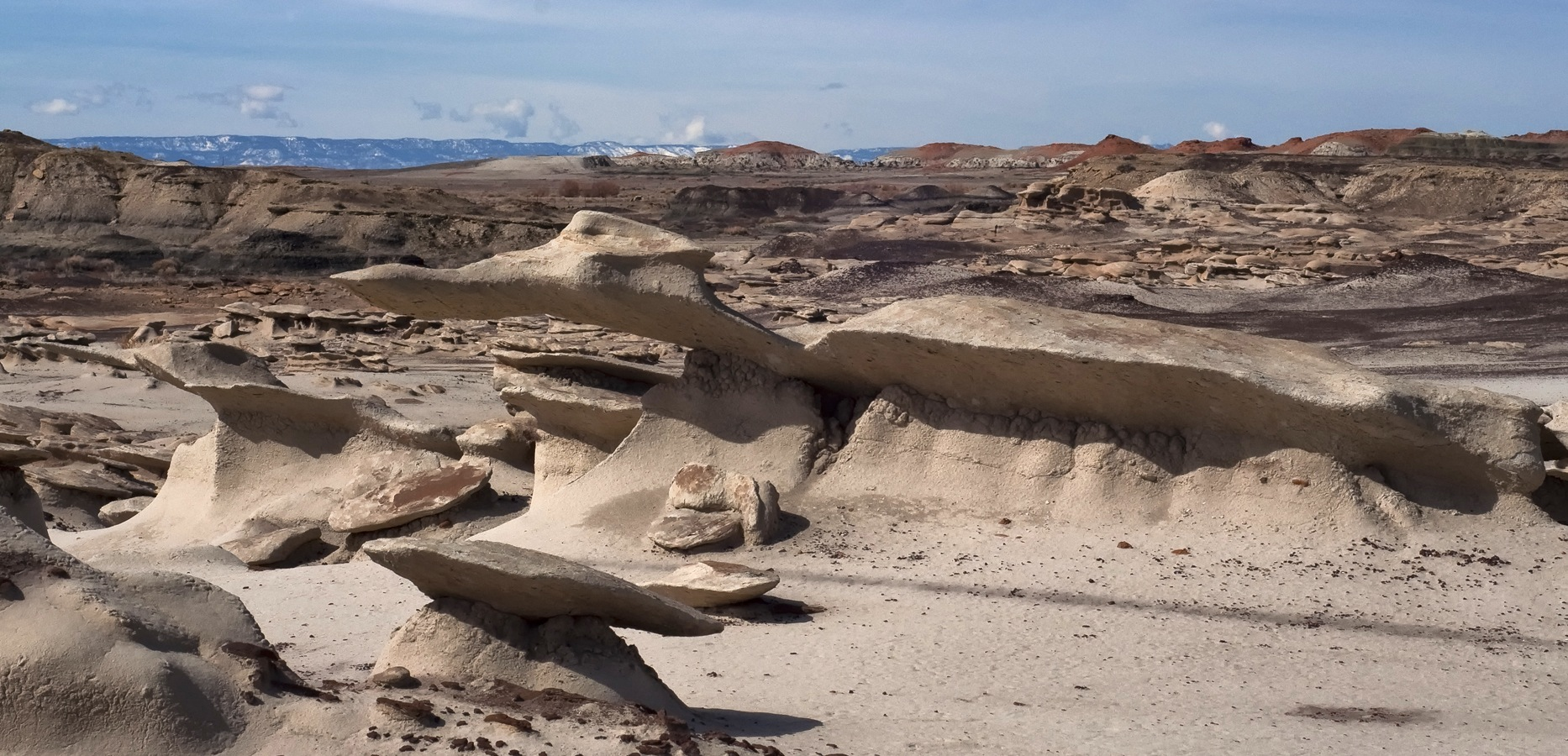
Bisti/De-Na-Zin Wilderness : cheminées de fée et rochers-champignons.

## Culture populaire
L'appellation demoiselle coiffée fait référence au bloc de pierre sommital servant de chapeau ou coiffe. L'appellation cheminée de fée évoque un pinacle qui semble défier les lois de la pesanteur,  ce qui justifie sans doute son attribution à un monde féerique.
Des hoodoos artificiels (en béton armé peint) sont parfois visibles en tant que décorations dans des attractions à sensations fortes de parcs d'attractions du style de Disneyland ou Parc Astérix.